# Paus Alexander VIII
Paus Alexander VIII, geboren als Pietro Vito Ottoboni (Venetië, 22 april 1610 – Rome, 1 februari 1691) was paus van 1689 tot 1691.
Paus Innocentius X benoemde Pietro Ottoboni tot kardinaal, later werd hij de bisschop van Brescia en Datarius in Rome.
Op 6 oktober 1689 werd Pietro Ottoboni met steun van koning Lodewijk XIV van Frankrijk tot paus gekozen. Daarop gaf Lodewijk XIV in 1690 Avignon en Venaissin aan de Kerkelijke Staat terug.
De paus overlaadde zijn familie met rijkdommen; ook werden er voordelige huwelijken gesloten. Zijn neven Marco en Pietro Ottoboni verhief hij tot kardinaal. Aan dit nepotisme dankt de familie Ottoboni haar latere rijkdom.
Gedurende zijn pontificaat verwierf Alexander VIII voor de Vaticaanse Bibliotheek de bibliotheek van koningin Christina I van Zweden. Deze bibliotheek bevatte veel manuscripten. Met de aanduiding Reginenses wordt naar deze handschriften verwezen.
Cursief: tegenpaus
- Biblioteca Nacional de Chile: 000888898
- Biblioteca Nacional de España: XX1141490
- Bibliothèque nationale de France: cb12329517n (data)
- Catàleg d'autoritats de noms i títols de Catalunya: 981058518440006706
- Gemeinsame Normdatei: 11930466X
- International Standard Name Identifier: 0000 0001 0929 1033
- Library of Congress Control Number: n84133083
- Nationale Bibliotheek van Tsjechië: mzk2008458716
- Nationale bibliotheek van Australië: 35849608
- Nationale Bibliotheek van Israël: 987007306916105171
- Nationale Bibliotheek van Polen: a0000002259637
- Nederlandse Thesaurus van Auteursnamen: 072483016
- Istituto Centrale per il Catalogo Unico: BVEV065786
- LIBRIS: 250441
- SNAC: w6vd8qxj
- Système universitaire de documentation: 03222270X
- Trove: 1114983
- Union List of Artist Names: 500353723
- Virtual International Authority File: 89104323
- WorldCat: E39PBJdgXBQc7kbTGvthmHb8G3